# Divinity Love
Pour les articles homonymes, voir Love.
Divinity Love (née le 11 février 1986 est une actrice pornographique et mannequin tchèque.

## Filmographie
- Sex City  (2006)
- Sex City 2  (2006)
- Sex City 3  (2006)
- XCalibur (2007)
- The Perfectionist (2007)
- The Perfectionist 3 (2008)

## Récompenses et distinctions
- FICEB Award 2007 : Best Starlet, pour Xcalibur
- Brussels Erotica 2007 : Best European Starlet